# مقاطعة ماديسون (ميسيسيبي)
مقاطعة ماديسون هي مقاطعة في مسيسيبي، بلغ عدد سكانها 95٬203  نسمة، في 2010، عاصمتها كانتون، تبلغ مساحتها 1٬922 كيلومتر مربع.

## الموقع
تشترك في الحدود مع:
- مقاطعة أتالا (ميسيسيبي)
- مقاطعة سكوت (ميسيسيبي)
- مقاطعة هايندز (ميسيسيبي)
- مقاطعة ليك (ميسيسيبي)
- مقاطعة رانكين (ميسيسيبي)
- مقاطعة يازو (ميسيسيبي).

## التقسيمات الإدارية
- كانتون.

## أعلام
- ريكي براون